# Alexandre Afanassiev-Tchoujbinski
Alexandre Stepanovitch Afanassiev-Tchoujbinski (Алекса́ндр Степа́нович Афана́сьев-Чужби́нский), né Afanassiev le 28 février/12 mars 1816 dans le gouvernement de Poltava (Empire russe) et mort le 6/18 septembre 1875 à Saint-Pétersbourg, est un écrivain, poète et traducteur russe.

## Biographie
Alexandre Afanassiev naît au sein d'une famille des petits propriétaires terriens désargentés au village d'Iskovtsy dans l'ouïezd de Loubny (Gouvernement de Poltava). Après avoir terminé en 1865 le lycée de Nejyne, il entre comme junker au 12e régiment d'uhlans de Belgorod. Il quitte l'armée en 1843 et en 1847 entre comme fonctionnaire à la chancellerie du gouverneur du gouvernement de Voronej où il est engagé comme rédacteur des Nouvelles du gouvernement de Voronej. Il quitte ce poste le 11 octobre 1849.
Sa première publication est le poème L'Anneau dans Le Contemporain (1838, tome XI) sous le pseudonyme de « Tchoujbinski », qu'il utilise jusqu'en 1851, puis qu'il accole à son propre nom à partir de 1853.
Il fait la connaissance en 1843 de Taras Chevtchenko qu'il retrace dans Souvenir de T.G. Chevtchenko («Воспоминание о Т. Г. Шевченко», 1861). Il collabore à plusieurs revues. En 1856, il participe à l'expédition organisée par le grand-duc Constantin dans les pays de la Volga et du sud de la Russie, à laquelle particpent plusieurs écrivains comme Ostrovski, Pissemski, Mikhaïlov, Maximov, Potekhine. Le but de cette expédition est d'étudier les us et coutumes, les traditions et le folklore des populations qui vivent dans ces contrées. Afanassiev choisit les régions des rives du Dniepr qu'il connaît bien. Cela a pour résultat toute une série d'articles, reliés plus tard en deux tomes de travaux ethnographiques et intitulés Voyage en Russie méridionale («Поездка в южную Россию»), où il donne un tableau complet de la vie de la Petite Russie (Première partie I. Description du Dniepr (Saint-Pétersbourg, 1861)»; Seconde partie II. Description du Dniestr (Saint-Pétersbourg, 1863).
En 1864, il fonde et devient le rédacteur du journal Le Feuillet de Saint-Pétersbourg. Dans les dernières années de sa vie, il est conservateur au musée de la Forteresse Pierre-et-Paul. Il meurt à Saint-Pétersbourg en 1875 et est enterré à la Passerelle des Écrivains du cimetière Volkovo.
En 1890-1892, Hermann Hoppe édite à Saint-Pétersbourg neuf tomes des Œuvres complètes d'Alexandre Stepanovitch Afanassiev (Tchoujbinkski) (éd. Piotr Bykov).

## Carrière littéraire
Afanassiev publie en 1837 des poèmes en vers dans Le Contemporain. Il collabore aux revues Supplément littéraire de l'« Invalide russe » («Литературное прибавление к „Русскому Инвалиду“»), Galatée, L'Illustration, Le Fils de la Patrie, Panthéon, Les Nouvelles de Saint-Pétersbourg, Le Contemporain, Le Messager russe, Le Phare, Le Moscovite, Rousskoïe slovo, etc.
Il publie aussi des vers en langue ukrainienne en 1841 dans l'almanach Lastivka publié à Saint-Pétersbourg, il regroupe plusieurs poèmes dans un livre anonyme en 1855 («Що було на серці»).
Il traduit aussi en russe des œuvres de Fenimore Cooper (à partir du français) et à partir du polonais de Rzewuski, Kraszewski et Korzeniowski. Il publie en 1851 Galerie des écrivains polonais (5 parties) et des récits en vers Le Soldat russe (deux éditions), signés de son nom Afanassiev. Ensuite, il signe A. Tchoujbinski.
Il est rédacteur en 1864 au Feuillet de Saint-Pétersbourg, dirige la rubrique journalistique de a revue La Semaine («Неделя», 1867-1868). Il écrit aussi pour le mensuel Le Messager au-delà des frontières («Заграничный вестник» 1864-1867), pour Le Nouveau Bazar russe («Новый русский базар», 1867-1868), Iskra (1875), le journal Les Nouvelles («Новости», 1875). Il fonde la revue Le Magazine de la littérature étrangère («Магазин иностранной литературы») où il est rédacteur-en-chef.

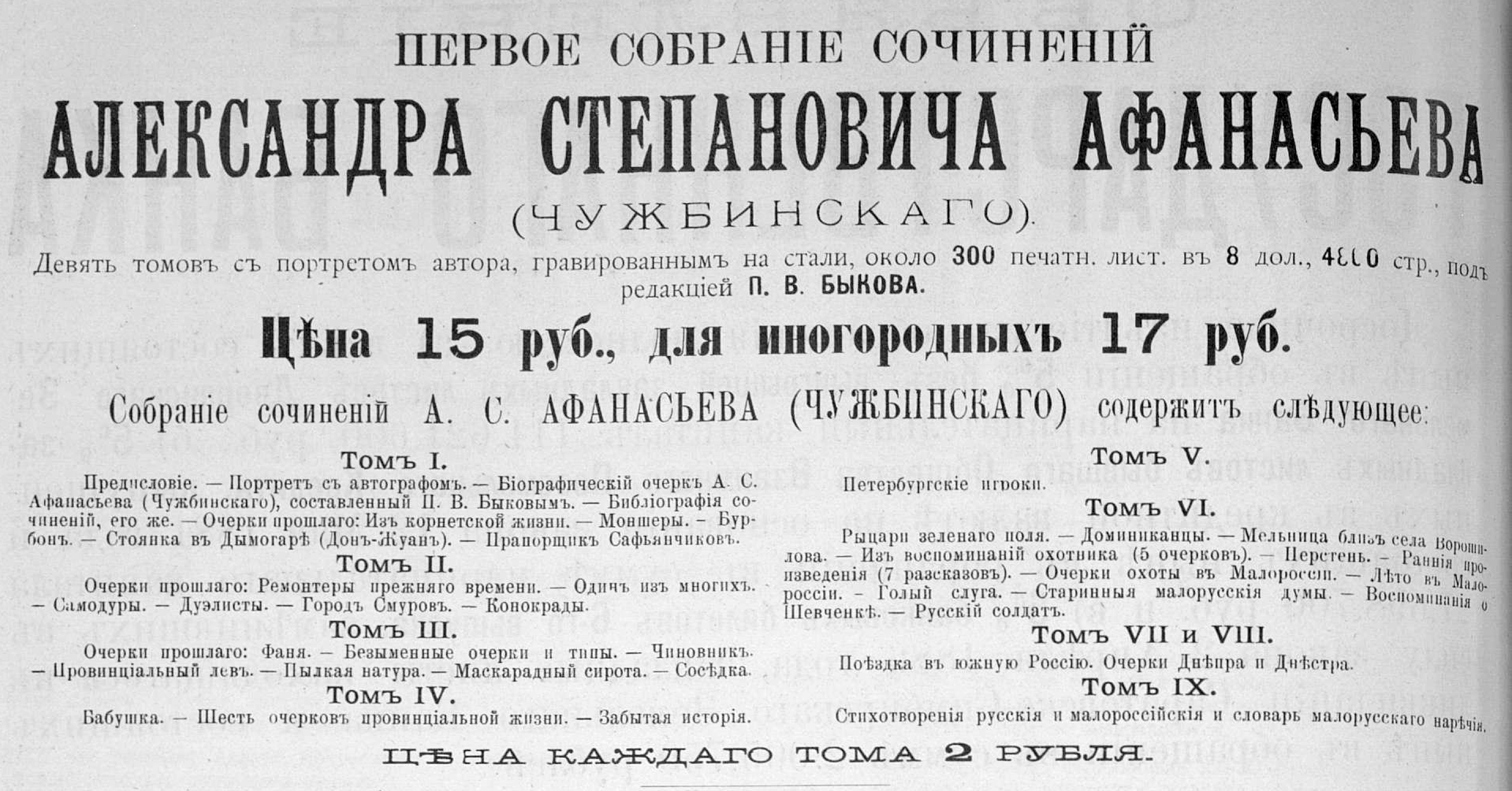
Réclame pour ses œuvres compètes (1894).

Il est l'auteur de récits et de romans, La Voisine («Соседка», 1854), Les Joueurs pétersbourgeois («Петербургские игроки», 1872), décrivant la vie provinciale, militaire ou de la capitale Croquis du passé («Очерки прошлого», 1863), Croquis du passé. La ville de Smourov («Очерки прошлого». Город Смуров», 1871), Croquis du passé. Fania («Очерки прошлого. Фаня», 1872).
Il rédige un Dictionnaire du dialecte petit-russien («Словарь малорусского наречия»), publié en 1855.

## Hommage
- Le 17 juillet 2015, la ville de Dnipro en Ukraine (ex-Dniepropetrovsk) baptise une rue de son nom (ancienne rue Engels), la rue Afanassiev-Tchoujbinski[4].